# Puchar Europy Mistrzów Klubowych (1983/1984)
XXIX Puchar Europy Mistrzów Klubowych 1983/1984

(ang. European Champion Clubs’ Cup)

## I runda
| Odense Boldklub – Liverpool 0:1 i 0:5 1 14.09 1983 0:1 Dalglish 14 2 28.09 1983 0:1 Robinson 15, 0:2 Dalglish 33, 0:3 Dalglish 40, 0:4 Grausen 55s, 0:5 Robinson 70 |
| Lech Poznań – Athletic Bilbao 2:0 i 0:4 1 14.09 1983 1:0 Niewiadomski 35, 2:0 Okoński 44 2 28.09 1983 0:1 A. Goikoetxea 11, 0:2 Sola 34k, 0:3 Noriega 53, 0:4 Urquiaga 84 |
| AFC Ajax – Olympiakos SFP 0:0 i 0:2 (dog) 1 14.09 1983 2 28.09 1983 0:1 Anastopoulos 95, 0:2 Anastopoulos 118 |
| SL Benfica – Linfield F.C. 3:0 i 3:2 1 14.09 1983 1:0 Sloan 72s, 2:0 Nene 83, 3:0 Manniche 89 2 28.09 1983 0:1 Diamantino 29s, 1:1 Stromberg 36, 2:1 Diamantino 39, 3:1 Stromberg 75, 3:2 Walsh 81 |
| Dynama Mińsk – Grasshopper Club Zürich 1:0 i 2:2 1 14.09 1983 1:0 Kurnienin 18 2 28.09 1983 0:1 Ponte 20, 0:2 Ponte 30, 1:2 Kondratiew 31, 2:2 Sokoł 84 |
| Rába ETO Győr – Knattspyrnufélagið Víkingur 2:1 i 2:0 1 14.09 1983 1:0 Magyar 27, 1:1 Thorvardsson 28, 2:1 Burcsa 34 2 28.09 1983 1:0 Magyar 58, 2:0 Szepesi 86 |
| FC Kuusysi – Dinamo Bukareszt 0:1 i 0:3 1 14.09 1983 0:1 Dragnea 49 2 28.09 1983 0:1 Movila 48, 0:2 Augustin 70, 0:3 Multescu 90 |
| Ħamrun Spartans – Dundee United 0:3 i 0:3 1 14.09 1983 0:1 Rilley 2, 0:2 Bannon 22, 0:3 Sturrock 55 2 28.09 1983 0:1 Milne 28, 0:2 Kirkwood 43, 0:3 Milne 46 |
| Athlone Town – Standard Liège 2:3 i 2:8 1 14.09 1983 0:1 Hrubesch 11, 0:2 van der Smissen 41, 1:2 Collins 43, 1:3 Plessers 60k, 2:3 Salmon 63 2 28.09 1983 0:1 Jelikić 1, 0:2 Delbrouck 29, 0:3 Plessers 31, 0:4 Daerden 40, 0:5 van der Smissen 47, 1:5 Salmon 53, 2:5 Hitchcock 67, 2:6 Plessers 69, 2:7 Tahamata 59, 2:8 Wintacq 64 |
| Fenerbahçe SK – Bohemians Praga 0:1 i 0:4 1 14.09 1983 0:1 Hruška 76 2 28.09 1983 0:1 Zelenský 20, 0:2 Novák 56, 0:3 Chaloupka 71, 0:4 Novák 86 |
| Rapid Wiedeń – FC Nantes 3:0 i 1:3 1 14.09 1983 1:0 Panenka 16, 2:0 Panenka 38, 3:0 Hagmayr 49 2 28.09 1983 0:1 Baronchelli 14, 0:2 Rio 15, 1:2 Panenka 40, 1:3 D. Müller 68k |
| Dynamo Berlin – Jeunesse Esch 4:1 i 2:0 1 14.09 1983 0:1 Scuto 18, 1:1 Götz 35, 2:1 Schulz 39, 3:1 Ernst 77, 4:1 Netz 86 2 28.09 1983 1:0 Ullrich 32k, 2:0 Noack 50 |
| FK Partizan – Viking FK 5:1 i 0:0 1 14.09 1983 1:0 Dimitrijević 27, 1:1 Goodchild 36, 2:1 Dimitrijević 38, 3:1 Prekazi 44, 4:1 Živković 82, 5:1 Živković 85 2 28.09 1983 |
| CSKA Sofia – Omonia Nikozja 3:0 i 1:4 1 14.09 1983 1:0 Mładenow 52, 2:0 Jonczew 55, 3:0 Sławkow 61 2 28.09 1983 1:0 Jonczew 22, 1:1 Savvidis 42, 1:2 Arsow 48, 1:3 Kantilos 82, 1:4 Gregory 89 |
| AS Roma – IFK Göteborg 3:0 i 1:2 1 14.09 1983 1:0 Vincenzi 51, 2:0 Conti 63, 3:0 Toninho Cerezo 70 2 28.09 1983 0:1 Gardner 29, 1:1 Pruzzo 61, 1:2 Holmgren 75 |
| Hamburger SV – Vllaznia Szkodra vo Vllaznia wycofał się |

## II runda
| Liverpool – Athletic Bilbao 0:0 i 1:0 1 19.10 1983 2 02.11 1983 1:0 Rush 66 |
| Olympiakos SFP – SL Benfica 1:0 i 0:3 1 19.10 1983 1:0 Anastopoulos 21 2 02.11 1983 0:1 Filipović 17, 0:2 Diamantino 28, 0:3 Manniche 75 |
| Rába ETO Győr – Dynama Mińsk 3:6 i 1:3 1 19.10 1983 0:1 Sokoł 3, 0:2 Sokoł 10, 1:2 Hannich 13k, 1:3 Kurnienin 20, 1:4 Sokoł 42, 1:5 Gocmanow 55, 2:5 Szentes 63, 2:6 Rumbutis 70, 3:6 Szabó 84 2 02.11 1983 1:0 Hannich 31k, 1:1 Sokoł 41, 1:2 Sokoł 62, 1:3 Kondratiew 63 |
| Dinamo Bukareszt – Hamburger SV 3:0 i 2:3 1 19.10 1983 1:0 Augustin 27, 2:0 Multescu 60, 3:0 Orac 81 2 02.11 1983 0:1 Jakobs 45, 0:2 Jakobs 54, 0:3 von Heesen 62, 1:3 Talnar 85, 2:3 Multescu 90                                                                          |
| Standard Liège – Dundee United 0:0 i 0:4 1 19.10 1983 2 02.11 1983 0:1 Milne 26, 0:2 Milne 44, 0:3 Hegarty 51, 0:4 Dodds 68 |
| Bohemians Praga – Rapid Wiedeń 2:1 i 0:1 1 19.10 1983 1:0 Janečka 26, 1:1 Keglevits 45, 2:1 Némec 90 2 02.11 1983 0:1 Krankl 6 |
| Dynamo Berlin – FK Partizan 2:0 i 0:1 1 19.10 1983 1:0 Götz 1, 2:0 Ernst 37 2 02.11 1983 0:1 Prekazi 28 |
| CSKA Sofia – AS Roma 0:1 i 0:1 1 19.10 1983 0:1 Falcão 63 2 02.11 1983 0:1 Graziani 80 |

## 1/4 finału
| Liverpool – SL Benfica 1:0 i 4:1 1 07.03 1984 1:0 Rush 66 2 21.03 1984 1:0 Whelan 9, 2:0 Johnston 33, 2:1 Nene 74, 3:1 Rush 78, 4:1 Whelan 88             |
| Dynama Mińsk – Dinamo Bukareszt 1:1 i 0:1 1 07.03 1984 1:0 Gurinowicz 1, 1:1 Rednic 88 (mecz w Tbilisi) 2 21.03 1984 0:1 Augustin 10                      |
| Rapid Wiedeń – Dundee United 2:1 i 0:1 1 07.03 1984 0:1 Stark 30, 1:1 Hagmayr 76, 2:1 Kranjčar 87 2 21.03 1984 0:1 Dodds 23                               |
| AS Roma – Dynamo Berlin 3:0 i 1:2 1 07.03 1984 1:0 Graziani 67, 2:0 Pruzzo 75, 3:0 Toninho Cerezo 90 2 21.03 1984 1:0 Oddi 56, 1:1 Thorn 76, 1:2 Ernst 86 |

## 1/2 finału
| Liverpool – Dinamo Bukareszt 1:0 i 2:1 1 11.04 1984 1:0 Lee 25 2 25.04 1984 1:0 Rush 11, 1:1 Orac 39, 2:1 Rush 84                          |
| Dundee United – AS Roma 2:0 i 0:3 1 11.04 1984 1:0 Dodds 47, 2:0 Stark 60 2 25.04 1984 0:1 Pruzzo 23, 0:2 Pruzzo 40, 0:3 Di Bartolomei 58k |

## Finał
| 30 maja 1984 Rzym Stadio Olimpico (69 693) Liverpool – AS Roma 1:1 (1:1, 1:1), karne 4:2 Sędzia: Erik Fredriksson (Szwecja) Bramki: 1:0 Phil Neal 13, 1:1 Roberto Pruzzo 42 Karne: 0:0 Steve Nicol (nad bramką), 0:1 Agostino Di Bartolomei, 1:1 Phil Neal, 1:1 Bruno Conti (nad bramką), 2:1 Graeme Souness, 2:2 Ubaldo Righetti, 3:2 Ian Rush, 3:2 Francesco Graziani (nad bramką), 4:2 Alan Kennedy Liverpool Football Club (trener Joe Fagan): Bruce Grobbelaar – Phil Neal, Mark Lawrenson, Alan Hansen, Alan Kennedy, Craig Johnston (72 Steve Nicol), Sammy Lee, Graeme Souness (kapitan), Ronnie Whelan, Kenny Dalglish (94 Michael Robinson), Ian Rush Associazione Sportiva Roma (trener Nils Liedholm): Franco Tancredi – Michele Nappi, Dario Bonetti, Ubaldo Righetti, Sebastiano Nela, Agostino Di Bartolomei (kapitan), Paulo Roberto Falcão, Toninho Cerezo (115 Marco Strukeli), Bruno Conti, Roberto Pruzzo (64 Odoacre Chierico), Francesco Graziani |